# Руданський Степан Васильович
Степа́н Васи́льович Руда́нський (25 грудня 1833 (6 січня 1834), Хомутинці, Подільська губернія — 21 квітня 1873 (3 травня 1873), Ялта) — український поет, перекладач античної літератури. Автор класичних сатир на міжнаціональну та антиімперську тематику. Професійний лікар.

## Життєпис
Народився 25 грудня 1833 року (за старим стилем) у селі Хомутинці Вінницького повіту Подільської губернії в родині сільського священника.
Після початкової науки в дяка вчився у Шаргородській бурсі (1842–1849) та Подільській духовній семінарії в Кам'янці-Подільському (1849–1855).
Ще в роки навчання у семінарії почав назрівати конфлікт з батьком. Коли 1856 року Руданський приїздить до Петербурга, то цілком самочинно, проти волі батька, вступає не до духовної академії, а до медико-хірургічної, відомої вже на той час як осередок передової науки і культури. Тут у 1850–1860-х роках працювали Сергій Боткін, Іван Сєченов та інші молоді передові вчені.
У медико-хірургічній академії підтримували традиційний інтерес до літератури й мистецтва. Ще раніше професор хірургії академії Каменецький разом з Парпурою підготував перше видання «Енеїди» Івана Котляревського. Аматорський гурток студентів цього навчального закладу вперше поставив драму Тараса Шевченка «Назар Стодоля» (1844). Тут здобували освіту колишні петрашевці, що, безперечно, активізувало громадянську настроєність студентів.
У Петербурзі Руданський зблизився з гуртком українських письменників, що готував журнал «Основа».

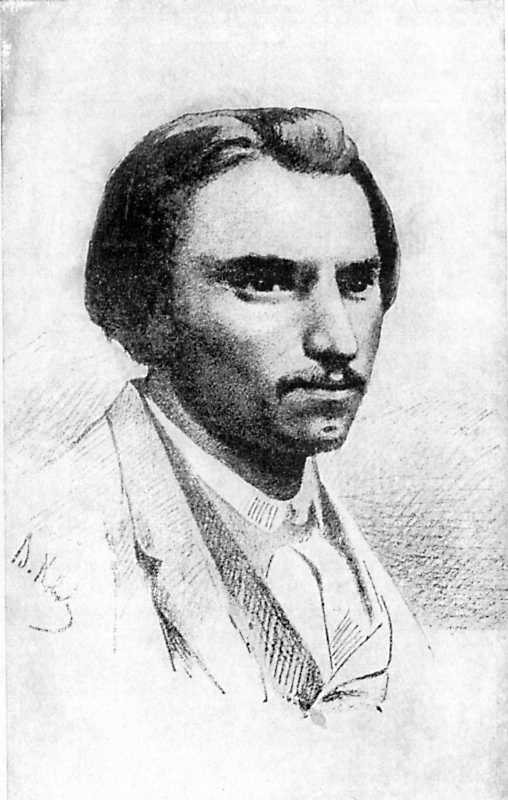
Степан Руданський, початок 1870-тих років. Портрет худ. В. Ковальова)

Петербурзький період найплідніший у житті Руданського-поета. У цей час (1859) він почав друкуватися. Помітно загострюються громадянські мотиви його творчості («До дуба», «Гей, бики!»), визріває й кристалізується майстерність гумористичного й сатиричного вірша, наслідком чого було виникнення нового поетичного жанру в українській поезії — віршованої гуморески-співомовки, тематично різноманітної й стилістично своєрідної. Одночасно Руданський продовжував писати балади, ліричні вірші, віршовані казки й поеми, перекладав з російської та інших мов.
Після закінчення академії Руданський, оскільки мав захворювання легенів, одержав призначення працювати повітовим лікарем на південному узбережжі Криму, куди він і приїхав 1861 року. У 1861–1873 рр. Руданський працював міським лікарем в Ялті, карантинним лікарем в порту, а також лікарем у маєтках князя Воронцова. Він доклав багато зусиль для піднесення благоустрою міста, невтомно трудився як лікар і почесний мировий суддя Сімферопольсько-Ялтинської мирової округи, водночас цікавився археологією, етнографією, відновив розпочаті ще на Поділлі фольклорні заняття, продовжував поетичну творчість — головним чином, у галузі перекладу.
Знайомство з поетом і композитором Петром Ніщинським, художником Іваном Айвазовським, поетом та істориком Миколою Костомаровим, поетом Амвросієм Метлинським наклало відбиток на творчі заняття Руданського, підтримувало інтерес до живопису, старовини, народної творчості. Найбільше ж уваги в ялтинський період Руданський приділяв перекладам з античної та російської літератур (Гомер, Вергілій, Лермонтов).

### Смерть і поховання

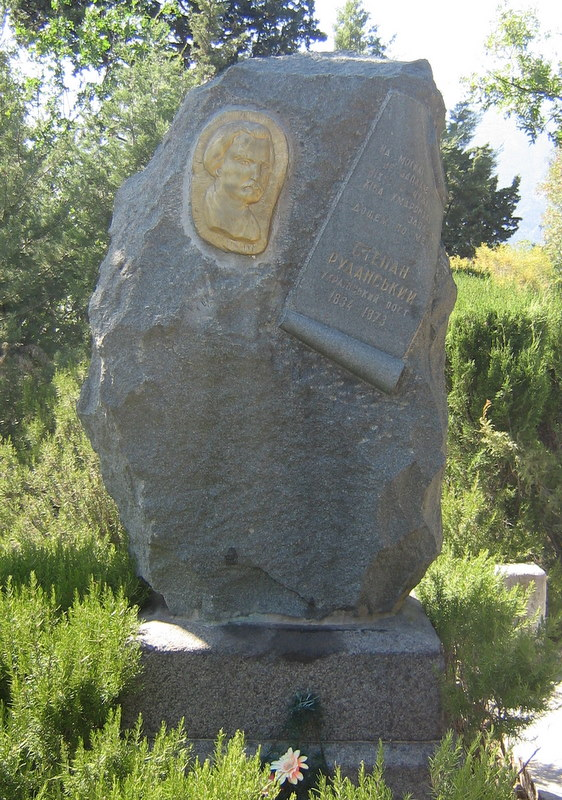
Могила Степана Руданського (сучасний вигляд)

Помер Руданський у Ялті 21 квітня 1873 року (за старим стилем). Передчасну смерть спричинила не лише недуга (сухоти ще зі студентських років), але й надмірні вимоги начальства у зв'язку зі спалахом епідемії холери в Ялті.
Степан Руданський був похований у Ялті коштом міста на Полікурівському цвинтарі при Івано-Золотоустівській церкві біля могили свого приятеля, власника першої ялтинської аптеки Едуарда Шенебеєра, родина якого надала земельну ділянку для поховання. Тривалий час могилу Руданського доглядала донька його співмешканки Авдотії Широкової Хрисія, яка на початку 1890-х рр. виїхала з Криму.
У 1892 році питання про стан могили Руданського після відвідин Ялти порушив майбутній відомий громадський діяч Іван Липа, на той час студент медичного факультету Харківського університету: під псевдонімом «Іван Степовик» через львівський часопис «Зоря» він звернувся до українських громад з ініціативою «добру огорожу зробити і поставити поки хоч якого-небудь монумента з написом». Наприкінці року один з лідерів української громади Одеси Михайло Комаров повідомив, що за гроші, зібрані на Шевченкових роковинах та від продажу портретів Руданського, на могилі поета було встановлено пам'ятник — «недорогий, але доволі гарний», додавши його опис:
| «Поверх міцного мурованого цоколю лежить плита з дикого каменю, а на плиті поставлено пам’ятник, зроблений з рожевого з білими жилками мармуру, з мармуровим хрестом, обробленим під дерево. Пам’ятник має вигляд скелі і заввишки буде від цоколя до хреста 1 сажень і 5 вершків. На скелі зверху вниз навкось відполірована довгенька і широченька хартія, на котрій вирубано і залито чорною фарбою такий напис: “Степан Руданський. Малоруський поет. Помер квітня 21 дня 1873 року, 39 літ”. Вгорі над сим меншими літерами виписка з віршів Руданського: “На могилі не заплаче / Ніхто в чужині: / Хіба хмаронька заплаче / Дощем по мені” – а внизу “1892 р.”, коли поставлено пам’ятник. Збоку коло хартії зроблено круглу нішу, куди буде вправлено бюст поета, що має зробити приятель його В. Ковалев, а до того часу вправлено буде під склом фотографічний портрет поета»[3]. |
Дані про встановлення портретних або скульптурних зображень Руданського на його могилі відсутні: митець Віктор Ковалев, не здійснивши свого задуму, помер у грудні 1894 року.
У 1910-х рр. відвідувачі могили Руданського (Максим Ґехтер, Євген Вировий) описували її занедбаний стан, відзначаючи випадки вандалізму щодо надгробка.
Сергій Єфремов так описував пам'ятник на могилі Степана Руданського в 1913 році:

| «Півкругла брила дикого, необтесаного каменя, аршинів на 2½ заввишки… Червонасто-сїрий кольор каменя … відтїняє невеличкий білий мармуровий хрестик на своєму вершечку… По каміню повив ся розгорнутий аркуш і на йому вирито: На могилї не заплаче Нїхто в чужинї, Хиба хмаронька заплаче Дощем по мені. — — Степан Руданський, український поет, помер року 1873. квітня 21-го, 39 літ…»[4] |
У 1913 році ініціативна спільнота українців Ялти виступила з наміром упорядкування могили Руданського. Планам завадила І світова війна. Після революції, у квітні 1917 року було засновано Ялтинську українську громаду, при якій було створено комісію з охорони могили Степана Руданського: її першою очільницею стала Ївга (Євгенія) Лапа, згодом її змінив актор-аматор Микита Харченко. Передусім комісія займалася питанням збору коштів у Криму та інших регіонах на підтримку могили Руданського у належному стані: з цією метою відраховувалися відсотки зі зборів аматорських вистав, залучалися пожертви місцевих мешканців, розсилалися підписні листи та відозви до інших українських громад Криму. На зібрані кошти комісія викупила в Івано-Золотоустівської церкви земельну ділянку з місцем поховання Руданського: таким чином українська громада Ялти стала розпорядницею могили поета. На заплановане встановлення огорожі коштів забракло.
3 травня 1917 року на місці поховання Степана Руданського в Ялті відбулося перше в Україні колективне вшанування пам'яті поета з ініціативи місцевої української громади. Від того часу до свого від'їзду з Ялти у 1925 році могилою Руданського опікувався голова Ялтинської української громади Павло Горянський. Ймовірно, у 1925 році невідомі зловмисники збили з надгробка хрест. У 1925—1926 рр. питанням увічнення пам'яті Степана Руданського та Лесі Українки в Ялті займався директор Вінницької філії Всенародної бібліотеки України Всеукраїнської академії наук Валентин Отамановський: кошти на реалізацію ініціатив, у тому числі впорядкування могили Руданського, було надано академією.
Під час ІІ світової війни внаслідок бойових дій старий ялтинський цвинтар був зруйнований; неушкодженими збереглися лише чотири могили, в тому числі поховання Степана Руданського. У 1967 році на місці знищеного цвинтаря в Ялті було створено Полікурівський меморіал. Наступного року з ініціативи Літературного фонду УРСР на могилі Руданського було встановлено новий монолітний пам'ятник з кримського діориту роботи Романа Сердюка.

## Творчість
Вірші Руданський почав писати ще в семінарії у жанрі романтичної балади («Розбійник», «Вечорниці», «Упир», «Розмай» та ін.), в них помітний вплив фольклору й Т. Шевченка. Руданський згодом перейшов до громадянської поезії, засудження кріпацтва («Над колискою». «Не кидай мене»), заклик до праці на ниві рідної культури («Гей, бики!», «До дуба»), звертання до славного минулого свого народу (історичні поеми «Віщий Олег», «Мазепа», «Іван Скоропада», «Павло Полуботок», «Велямін», «Апостол» та ін.).
Руданський, готуючи свої твори до видання, укладав їх у рукописні збірки. Цензура, а також урядові заборони утруднювали й гальмували їх друкування.
Усі свої твори, включаючи й віршовані переклади, Руданський називав «співомовками». «Співомовки» це збірки гумористичних віршів, жартів, приказок і сміховинок про панів, попів, циган, москалів, поляків, жидів, німців, чортів і т. д., зачерпнутих здебільше з уст народу («Пан та Іван в дорозі», «Піп з кропилом», «Баба в церкві», «Циган з хроном», «Вареники», «Хоробрий лях», «Мошко-асесор», «Зайшов німець раз на баль», «Чорт» та ін.).

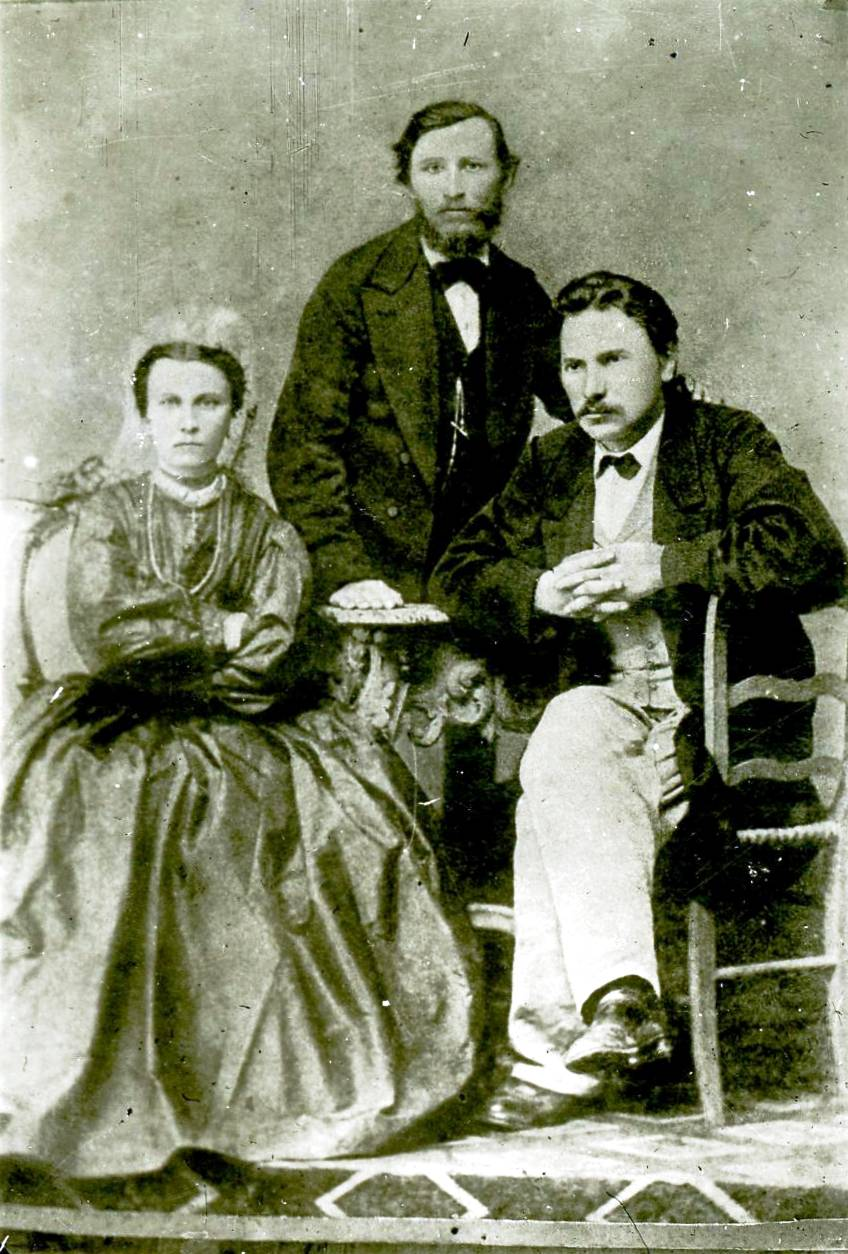
Степан Руданський із сестрою Ольгою та братом Григорієм, 1860-ті роки

Термін «Співомовки» закріпив за гуморесками Іван Франко. Гуморески Руданського являли собою нову різновидність гумористично-сатиричних віршованих творів, якої раніше в українській поезії не було і поява якої вимагала закріплення відповідним терміном.
Основні автографи творів Руданського складають три томи, переписані й оформлені самим поетом. Перший, під назвою «Співомовки козака Вінка Руданського, книжка перша, з 1851 року до 1857» (Вінок — переклад імені поета з грецької: стефанос — вінок), вміщує пісні та балади в хронологічній послідовності їх написання. Другий — «Співомовки козака Вінка Руданського, книжка друга, 1857–1858 і 1859» — складається з 235 поезій, гуморесок, названих «приказками», й вірша «Студент». Третій — «Співомовки козака Вінка Руданського, 1859–1860» — це пісні, приказки, легенди, історичні поеми. Крім цієї першої авторської редакції творів Руданського, відомі автографи збірок, укладених за жанрово-тематичним принципом у різні часи й призначених до видання. До таких належать рукопис «Нива» (1858–1859) і рукопис, який 1861 року мав уже цензурний дозвіл, але так і не з'явився друком.
За життя поета була опублікована лише невелика кількість його творів у петербурзькому тижневику «Русский мир» (1859), у двох номерах «Основи» (1862), в «Опыте южнорусского словаря» Шейковського (1861), у львівському журналі «Правда». Більшість творів поета побачила світ у 80-х — на початку 90-х років уже після його смерті у львівських виданнях «Правда», «Зоря», в «Киевской старине».
Перше видання «Співомовок» окремою книгою, яке вмістило двадцять вісім віршів, здійснила в Києві Олена Пчілка 1880 р. під псевдонімом «Н-й Г-ь Волинський» (Невеличкий гурток волинський). Найповніше дореволюційне видання творів Руданського у семи томах (перше видання — 1895–1903, друге — 1910) вийшло завдяки зусиллям М. Комарова, Василя Лукича (В. Левицького), А. Кримського та І. Франка. Найповнішим, найбільш прокоментованим і укладеним з урахуванням авторської роботи над підготовкою рукописів до видання є тритомник «Степан Руданський. Твори в трьох томах» (К., 1972–1973).
Крім веселих «співомовок», Руданський писав ліричні поезії («Повій, вітре, на Вкраїну», «Чорний колір», «Ой, чому ти не літаєш» та ін.), що відбивали не тільки особисте горе поета, але й страждання всього народу. Деякі з них стали народними піснями («Повій вітре, на Вкраїну»). Деякі вірші мають автобіографічний характер («Студент», 1858).
До літературної спадщини Руданського, основна й найцінніша частина якої була надрукована лише по його смерті, належать і переклади («Слово о полку Ігоревім», уривки з «Краледворського рукопису», Гомерова «Іліада», Верґілієва «Енеїда», частина «Демона» Лермонтова, «Сни» Гейне, поодинокі вірші Т. Ленартовича й Б. Радичевича), збірники народних пісень з власних записів («Народные малороссийские песни, собранные в Подольской губернии С. В. Р.», Кам'янець-Подільський, 1852; «Копа пісень», Ялта, 1862). За життя поета вони не були опубліковані, а після його смерті тривалий час перебували в приватних руках. Виявлені й вивчені фольклористами у часи СРСР, вони видані 1972 у Києві.

## Вшанування пам'яті

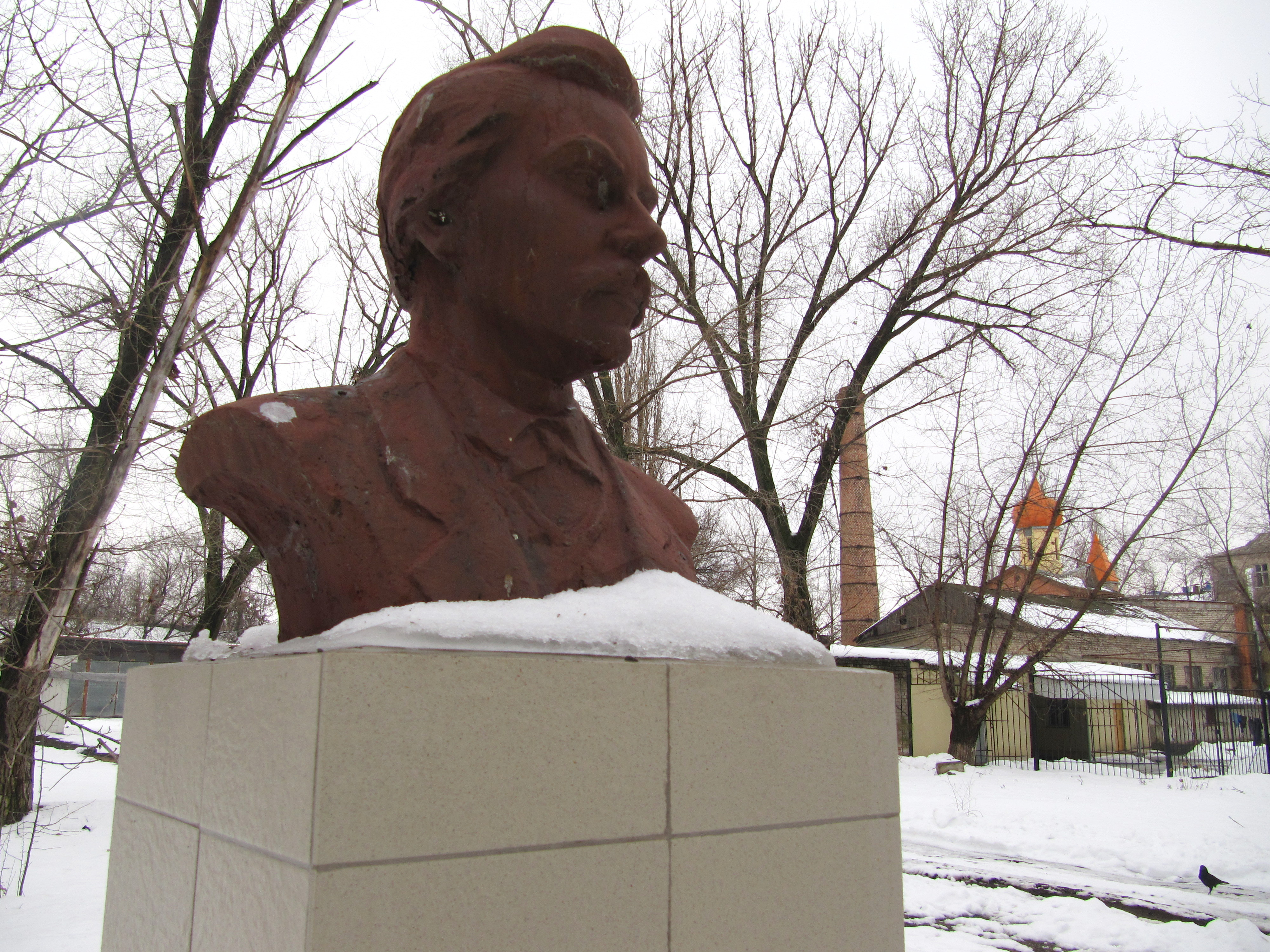
Бюст Степана Руданського на території Луганського онкодиспансера. Споруджений за ініціативи Юрія Єненка

У Хомутинцях Калинівського району Вінницької області працює Літературний музей Степана Руданського, заснований у 1959 році й в 1967 році відкритий у спеціально збудованому приміщенні на місці хати батьків поета, де він народився.
Починаючи від 1981 року на батьківщині Степана Руданського, зокрема в музеї проводяться дні сатири і гумору імені Степана Руданського, що традиційно відзначаються в січні після дня народження гумориста.

Меморіальна дошка поету і лікарю Степану Руданському в Кам'янці-Подільському

2014 р. у місті Калинівка встановлено пам'ятник С. Руданському.
2015 року на колишньому будинку Подільської духовної семінарії у Кам'янці-Подільському урочисто відкрито меморіальну дошку поету і лікарю Степану Руданському.

### Філателія
17 січня 2009 року введено в обіг поштову марку № 979 «Степан Руданський (1834—1873)». Формат марки — 40×28 мм. Кількість марок в аркуші — 12 (3х4). Номінал марки — 1 гривня. Наклад 200 тисяч примірників.
Марку захищено мікротекстом «О. Калмиков». В ультрафіолетових променях світяться дубльоване факсиміле підпису та зображення книг. Художник марки та штемпеля Олександр Калмиков.

### Освіта
В Ялті діє Ялтинський НВК № 15 «гімназія-школа-садок» імені Степана Руданського, в якій є Кімната-музей Степана Руданського. Це єдина україномовна школа Ялти до окупації її Росією.

### Вулиці
У Києві, Львові, Чернівцях, Вінниці, Кам'янець-Подільському, Ужгороді та Ялті є вулиці Руданського.

### Установи
- Бібліотека сімейного читання імені Степана Руданського у Дарницькому районі Києва. Заснована у 1993 році. Ім'я Руданського присвоєне у 1998 році.

## Цікаві факти
1870 року в Ялті поет-романтик Амвросій Метлинський наклав на себе руки. Розтин тіла покійного робив Степан Руданський спільно зі ще одним лікарем. Також серед пацієнтів Степана Руданського був, в останні дні свого життя, видатний актор Михайло Щепкін.

## Твори
Оскільки жодної прижиттєвої книжки Руданського не вийшло друком, здебільшого корпус його текстів оцінюється цілісно. Також існує умовний поділ на «серйозну» лірику автора і його гумористичні «співомовки».
- Співомовки
- Лірникові думи (1856)
- Цар-Соловей (1857)
- Чумак[9] (1871)

### Видання творів
- Співомовки, 1880.
- Поетичні твори, 1886.
- Руданський С. Вибір із творів: у ред., з передм. та поясненням / Степан Руданський. — У Львові: Наклад. книгарні Наук. т-ва ім. Шевченка, 1927. — 80 с. : іл. — (Видавництво «Для школи і дому» ; ч. 4).
- Руданський С. Вибрані твори / Степан Руданський. — Київ: Держ. літ. вид-во, 1937. — 274 с.
- Співомовки, 1944.
- Руданський С. В. Вибрані твори / Степан Руданський. — Київ: Держ. вид-во худож. літ., 1949. — 158 с.
- Твори, 1956.

### Зібрання творів
- Твори Степана Руданського у 7 томах (1895–1903)
  - Руданський С. Твори Степана Руданського. Т. 1. — У Львові: Накладом т-ва «Просвіта», 1912. — 456 с. : портр. — (Руска письменність ; 9, 1).
  - Руданський С. Твори Степана Руданського. Т. 2. — У Львові: Накладом т-ва «Просвіта», 1913. — 456 с. : портр. — (Руска письменність ; 9, 2).
  - Руданський С. Твори Степана Руданського. Т. 3. — У Львові: Накладом т-ва «Просвіта», 1914. — 478 с. : портр. — (Руска письменність ; 9, 3).
  - Руданський С. Твори Степана Руданського. Т. 5 — У Львові: З друк. Наук. т-ва ім. Шевченка, 1899. — 150 с.
- Твори в трьох томах (1972–1973)

### Фольклорні записи
- Народні пісні в записах Степана Руданського. — Київ: Музична Україна, 1972. — 291 с.